# 7G〜SEVENTH GENERATION〜
『7G〜SEVENTH GENERATION〜』（セブンジー セブンスジェネレーション）は、フジテレビ系列で放送されたバラエティ番組である。
2019年8月31日、土曜（金曜深夜）1:35 - 2:35に初回が放送。関東ローカルであるが、他局でも放送された。

## 概要
『“アイドル”と“お笑い”』それぞれのジャンルで、新時代のTVバラエティを担うスター候補である『第七世代』の若手タレントたちが新時代のスターを目指していく『チャレンジ番組』とされ、番組名の『G』にちなみ『Golden番組で通用するタレントになるために、Ganbaru』をテーマとする。また毎回のテーマも『Gourmet』、『Guts』、『Girigiri』、『Guest talk』などGを頭文字としている。
2019年12月25日0:25〜第2弾が放送され、深夜帯にもかかわらず第3弾希望のメッセージが第2弾の倍にあたる4000件を超え、2020年3月26日に第3弾が放送された。

## 出演者
- 西野亮廣（キングコング）
- Snow Man
- 四千頭身
- さや香
- さすらいラビー
- 宮下草薙

## スタッフ
- 企画プロデュース：近藤真広
- ナレーション：阿座上洋平
- 構成：酒井健作、大井洋一、森龍介
- 美術プロデューサー：三竹寛典
- デザイナー：杉山MAX宏樹
- アートコーディネーター：鈴木真吾（フジアール）
- 大道具：島田秀樹（チトセアート）
- アートフレーム：坂脇伸吾（エスケイシステム）
- 衣装制作：ARK
- 衣裳：林春来（東京衣裳）
- メイク：山田かつら
- カメラ：池田幸弘
- 音声：高橋幸則
- 照明：藤沢勝
- 技術コーディネーター：橋本雄司
- 編集：東義則
- MA：小嶋雄介
- 音響効果：高津浩史
- TK：水越理恵
- タイトルデザイン：河野心希
- イラストデザイン：佐土原愛
- 協力：PIXTA、アフロ、グレートインターナショナル
- 技術協力：ニユーテレス、fmt、スタジオヴェルト
- 編成：赤池洋文
- 広報：池田綾子
- アドバイザリースタッフ：田村朋子
- デスク：吉永由佳
- 制作統括：戸渡和孝
- AD：金原真奈、鶴田寛人
- AP：橋本苑香
- プロデューサー：石川敬大
- 演出：大村昂平
- チーフプロデューサー：北口富紀子
- 制作：フジテレビ編成制作局制作センター第二制作室
- 制作著作：フジテレビ